# Beatmania GB GatchaMIX2
Beatmania GB GatchaMIX2 (estilizado como beatmania GB ガッチャミックス2) es un videojuego derivativo de la serie beatmania. Fue publicado por Konami casi a finales del año 2000, y a diferencia de sus precuelas, solo es compatible con el sistema de la plataforma para la que fue diseñada. Fue la última entrega para Game Boy Color, así también como la última de la serie en no ser desarrollada por Bemani. Tiene un total de 25 canciones, todas licenciadas y la mayoría provenientes de anime.
Es el único videojuego de la trilogía en tener mapeos dobles, conocidos como ""Duet"" (dueto en inglés), en donde dos jugadores tocan juntos una misma canción. Se necesita el accesorio Game Link Cable, dos Game Boy Colors, y dos copias del mismo juego para cada uno.

## Menú del juego
- Game Start: Es el acceso directo a todas las canciones. Cuatro stages por ronda.
- Free: Es el modo libre, en ella al jugador puede interactuar con canciones las cuales ya haya jugado previamente.
- 2P: Es el modo versus, en donde dos jugadores componen juntos una misma canción que tenga la opción de dueto.
- Option: Configuración del juego.
- Password: Es el sistema de contraseñas en donde se ingresan palabras clave para desbloquear canciones disponibles en Free mode.

## Lista de canciones
Las siguientes tablas muestran las canciones introducidas en el juego:
| Nombre                   | BPM                   |                       |                       |                       |                       |
| Canciones licenciadas    | Canciones licenciadas | Canciones licenciadas | Canciones licenciadas | Canciones licenciadas | Canciones licenciadas |
| ------------------------ | --------------------- | --------------------- | --------------------- | --------------------- | --------------------- |
| LOVE マシーン            | 128                   |                       |                       |                       |                       |
| everybody goes           | 128                   |                       |                       |                       |                       |
| HOT LIMIT                | 128                   |                       |                       |                       |                       |
| 浪漫飛行                 | 128                   |                       |                       |                       |                       |
| 残酷な天使のテーゼ       | 128                   |                       |                       |                       |                       |
| BE TOGETHER              | 128                   |                       |                       |                       |                       |
| 愛の火 3つ オレンジ      | 90                    |                       |                       |                       |                       |
| DEPARTURES               | 100                   |                       |                       |                       |                       |
| ウルトラセブンの歌       | 100                   |                       |                       |                       |                       |
| BAD COMMUNICATION        | 128                   |                       |                       |                       |                       |
| 銀河の誓い               | 128                   |                       |                       |                       |                       |
| Fly                      | 100                   |                       |                       |                       |                       |
| ラムのラブソング         | 180                   |                       |                       |                       |                       |
| キューティーハニー       | 150                   |                       |                       |                       |                       |
| サザエさん一家           | 180                   |                       |                       |                       |                       |
| DREAMS                   | 150                   |                       |                       |                       |                       |
| つつみ込むように…        | 85                    |                       |                       |                       |                       |
| DESIRE                   | 128                   |                       |                       |                       |                       |
| なぜ…                    | 81                    |                       |                       |                       |                       |
| 警部補古畑任三郎のテーマ | 150                   |                       |                       |                       |                       |
| Canciones ocultas        |                       |                       |                       |                       |                       |
| ルパン三世のテーマ'78    | 128                   |                       |                       |                       |                       |
| Get Wild (Hidden Song)   | 128                   |                       |                       |                       |                       |
| TRUTH (Hidden Song)      | 150                   |                       |                       |                       |                       |
| 恋人がサンタクロース     | 150                   |                       |                       |                       |                       |
| Sunny Day Sunday         | 171                   |                       |                       |                       |                       |